# ソロパーカ
ソロパーカ（イタリア語: Solopaca）は、イタリア共和国カンパニア州ベネヴェント県にある、人口約3,800人の基礎自治体（コムーネ）。

## 地理

### 位置・広がり
ベネヴェント県のコムーネ。県都ベネヴェントから西北西へ21kmの距離にある。

#### 隣接コムーネ
隣接するコムーネは以下の通り。
- カステルヴェーネレ
- フラッソ・テレジーノ
- グアルディア・サンフラモンディ
- メリッツァーノ
- テレーゼ・テルメ
- ヴィトゥラーノ